# Fonda (Nova York)
Fonda és una població dels Estats Units a l'estat de Nova York. Segons el cens del 2000 tenia 810 habitants.

## Demografia
Segons el cens del 2000, Fonda tenia 810 habitants, 351 habitatges, i 209 famílies. La densitat de població era de 590,1 habitants/km².
Dels 351 habitatges en un 29,9% hi vivien nens de menys de 18 anys, en un 36,2% hi vivien parelles casades, en un 17,4% dones solteres, i en un 40,2% no eren unitats familiars. En el 35,9% dels habitatges hi vivien persones soles el 19,4% de les quals corresponia a persones de 65 anys o més que vivien soles. El nombre mitjà de persones vivint en cada habitatge era de 2,29 i el nombre mitjà de persones que vivien en cada família era de 2,9.
Per edats la població es repartia de la següent manera: un 25,4% tenia menys de 18 anys, un 8% entre 18 i 24, un 28,1% entre 25 i 44, un 19,4% de 45 a 60 i un 19% 65 anys o més.
L'edat mediana era de 36 anys. Per cada 100 dones de 18 o més anys hi havia 78,7 homes.
La renda mediana per habitatge era de 28.021 $ i la renda mediana per família de 35.714 $. Els homes tenien una renda mediana de 28.333 $ mentre que les dones 23.500 $. La renda per capita de la població era de 15.330 $. Entorn del 6,7% de les famílies i l'11,7% de la població estaven per davall del llindar de pobresa.